# Renzo Bossi
Renzo Bossi, detto il Trota (Varese, 8 settembre 1988), è un ex politico italiano.

Renzo col padre Umberto nel 1991

Figlio del fondatore della Lega Nord, Umberto Bossi, e della seconda moglie, Manuela Marrone, nel 2010 venne eletto al Consiglio regionale della Lombardia per poi dimettersi, nel 2012, coinvolto nello scandalo per appropriazione indebita di fondi provenienti dal finanziamento pubblico ai partiti.
È anche noto come "Il Trota", da quando suo padre così lo definì nel 2008, in risposta a chi gli chiedeva se fosse il suo "delfino".

## Biografia
Figlio di Umberto Bossi e della sua seconda moglie, Manuela Marrone (cofondatrice della Lega Lombarda), è riuscito a superare nel 2009 l'esame di maturità dopo essere stato respinto per tre volte. Alcune testate giornalistiche sollevarono comunque dei dubbi sul fatto che Renzo Bossi si fosse effettivamente mai diplomato.
La sua carriera scolastica divenne in seguito di interesse pubblico quando il padre, in un comizio, denunciò le discriminazioni che "uno dei nostri ragazzi" avrebbe subito da una commissione di maturità, che lo avrebbe bocciato per le sue idee politiche. Quell'anno, al secondo tentativo di superare l'esame, Renzo aveva presentato una tesina sulla proposta federalista del patriota Carlo Cattaneo.

### Carriera politica
Sin da adolescente inizia ad appassionarsi alla politica accompagnando il padre Umberto ai vari comizi e alle manifestazioni della Lega, da Pontida, alla Festa dei Popoli Padani, alla cerimonia per la raccolta dell'acqua alla fonte del Po sul Monviso e, in seguito, assumendo il ruolo di direttore sportivo della selezione di calcio della Padania. Soprattutto dopo la malattia che, nel 2004, colpì il padre, Renzo Bossi iniziò a intensificare il suo impegno nel movimento e, nel gennaio 2009, ricevette l'incarico di membro dell'Osservatorio della Lega Nord sulla trasparenza e l'efficacia del sistema fieristico lombardo.
Nell'agosto 2009 fu oggetto di critiche, assieme a Roberto Cota e al padre Umberto, per essersi iscritto al profilo di Facebook della Lega Nord Mirano, in cui compariva un manifesto autoprodotto con lo slogan "legittimo torturare i clandestini".
Dopo aver conseguito la tessera come socio ordinario militante della Lega Nord nel 2009, nel 2010 venne candidato dal partito nella circoscrizione della Val Camonica, nel collegio provinciale di Brescia, alle elezioni regionali lombarde. La sua candidatura, che per regolamento interno al partito sarebbe dovuta arrivare solo dopo tre anni di anzianità nel movimento, suscitò diverse critiche di apparente nepotismo.
Eletto al Consiglio Regionale della Lombardia con 12 893 preferenze, entrò a far parte della Commissione Programmazione e Bilancio e della Commissione Affari Istituzionali.

Nel 2010, in un'intervista al settimanale Vanity Fair, rispondendo alla domanda "Mai provato droghe?", Renzo ha risposto:
(Renzo Bossi)
Il 27 luglio 2011, la Procura di Brescia iscrisse nel registro degli indagati l'Assessore allo Sport della Regione Lombardia, Monica Rizzi, esponente della Lega Nord e molto vicina alla famiglia Bossi e, in special modo, a Renzo. La Rizzi (indagata assieme a un sottufficiale della Guardia di Finanza) fu accusata di aver creato dei dossier illegali per screditare gli avversari politici, dentro e fuori la Lega Nord, di aver raccolto, in maniera abusiva, dei dati personali e sensibili da utilizzare per dissuadere eventuali candidati che avrebbero potuto ostacolare l'elezione di Renzo Bossi alla carica di consigliere regionale e favorirne, in tal modo, la vittoria elettorale. Dopo essersi dimessa dalla carica di assessore, nel dicembre 2012, venne disposta l'archiviazione del procedimento a carico della Rizzi.

#### Lo scandalo e le dimissioni
Il 9 aprile 2012, coinvolto nell'inchiesta giudiziaria sull'appropriazione indebita dei rimborsi elettorali della Lega Nord, Renzo Bossi rassegnò le dimissioni dal Consiglio regionale della Lombardia. Il coordinatore provinciale della Lega Nord a Brescia, Fabio Rolfi, chiese la sua espulsione dal partito.
Il 17 aprile 2012 il Consiglio votò all'unanimità le dimissioni, già peraltro formalizzate, nei giorni precedenti, dallo stesso al capogruppo della Lega Nord in Regione, Stefano Galli.

### Attività da agricoltore
Dopo l'espulsione inizia, assieme a suo fratello, l'attività di agricoltore, aprendo un'azienda agricola a Brenta.

## Procedimenti giudiziari

### Appropriazione indebita
Nell'aprile del 2012, nel corso di una maxi-inchiesta sui finanziamenti del partito, le procure di Milano, Napoli e Reggio Calabria aprirono alcune indagini giudiziarie sull'utilizzo dei fondi pubblici destinati alla Lega Nord e gestiti dall'allora tesoriere Francesco Belsito.
Oltre al coinvolgimento di alcuni dirigenti e amministratori del partito, tra cui Rosy Mauro, Roberto Calderoli e Francesco Speroni, emersero anche indizi relativi all'utilizzo illecito di tali fondi da parte della famiglia Bossi.
Intervistato dal settimanale Oggi, Alessandro Marmello, autista e bodyguard personale di Renzo Bossi, denunciò pubblicamente (documentando il tutto con quattro video che aveva registrato con il suo telefono cellulare, e reso pubblici) una serie di comportamenti illegali del consigliere regionale e di appropriazione di denaro pubblico usato da Bossi per acquisti personali. «Non voglio continuare a passare soldi al figlio di Umberto Bossi in questo modo: è denaro contante che ritiro dalle casse della Lega a mio nome, sotto la mia responsabilità. Lui incassa e non fa una piega, se lo mette in tasca come fosse la cosa più naturale del mondo».
A seguito di questo scandalo, Renzo Bossi si dimise da consigliere regionale della Lombardia, anche su richiesta di alcuni settori del partito, che si attivarono per chiederne l'allontanamento dalla Lega Nord.
Nel maggio 2012 venne poi iscritto nel registro degli indagati dalla procura di Milano con l'accusa di appropriazione indebita riguardo ai rimborsi elettorali. Tra le spese che gli furono contestate ci sono 145 000 euro per 12 multe, due cartelle esattoriali, l'assicurazione dell'auto e l'acquisto per 77 000 euro del titolo di laurea presso l'Università Kristal di Tirana.
Il 29 novembre 2013 la Procura di Milano ha chiuso formalmente le indagini relative all'inchiesta per la gestione dei fondi della Lega, in vista della richiesta di rinvio a giudizio per Renzo Bossi.
Il 10 luglio 2017 il tribunale di Milano condanna Renzo Bossi a 1 anno e 6 mesi di reclusione.
Il 23 gennaio 2019 dopo 7 anni circa si chiude il processo per i Bossi poiché la IV Corte d’appello di Milano ha disposto il non luogo a procedere in virtù della mancata querela presentata nei loro confronti da parte della vittima ovvero la Lega in base a una norma introdotta dal governo Gentiloni; il Carroccio guidato da Matteo Salvini aveva denunciato solo l'ex tesoriere Francesco Belsito che è così l'unico condannato.

### La laurea in Albania
Nel maggio 2012, durante un controllo della Guardia di Finanza a Roma nella cassaforte dell'ex tesoriere della Lega Francesco Belsito, venne rinvenuto un diploma di laurea triennale in Gestione Aziendale conferito a Renzo Bossi il 29 settembre 2010 dalla Facoltà di Economia dell'università privata Kristal di Tirana, in Albania. Secondo l'amministrazione della facoltà, Bossi si sarebbe iscritto ai corsi in direzione aziendale in lingua albanese a partire dall'anno 2007-2008, prima quindi di aver ottenuto il diploma di maturità.
Nel luglio 2011 vennero presentate delle domande di riconoscimento della laurea albanese in Italia, in seguito ritirate all'indomani delle perquisizioni disposte dalle procure di Milano, Napoli e Reggio Calabria e dello scandalo sulle appropriazioni indebite dell'ex tesoriere Belsito.
Agli inizi del mese di dicembre 2013, assieme ad altre nove persone di nazionalità italiana, Renzo Bossi è stato indagato per corruzione e abuso d'ufficio per aver conseguito, come riferito da Saimir Tahiri, ministro dell'Interno albanese "la laurea in scienze sociali senza essere venuto un solo giorno in ateneo e [...] senza aver mai seguito le lezioni nelle università private albanesi".

## Vita privata
Il 20 gennaio 2024 a Gemonio ha sposato con cerimonia civile l'imprenditrice romena Izabela Corina Juncu.